# Niezgodność Dobzhansky’ego-Mullera
Niezgodność Dobzhansky’ego-Mullera, niezgodność Batesona-Dobzhansky’ego-Mullera – niedopasowanie do siebie alleli różnych loci będące przyczyną izolacji postzygotycznej gatunków.
Ewolucja przebiega przez wiele różnych procesów, między innymi dzięki specjacji, czyli powstawaniu nowych gatunków. W wyniku tego procesu powstają z poprzednio jednej populacji dwa odrębne od siebie gatunki, które można rozumieć jako odrębne grupy organizmów, mogące swobodnie krzyżować się między sobą, ale nie z przedstawicielami innych podobnych grup. Skoro wcześniej przepływ genów zachodził pomiędzy osobnikami należącymi do ancestralnej populacji, a teraz ma być ograniczony, to musiały wytworzyć się jakieś bariery, które ten przepływ ograniczają. Wyróżnia się bariery zapobiegające kojarzeniom, w szczególności izolację ekologiczną, czasową i przestrzenną, izolację behawioralną, a także izolację przez zapylaczy, bariery prezygotyczne, jak bariera mechaniczna, różnice w zachowaniach związanych z kopulacją i izolacja gametyczna, w końcu zaś bariery postzygotyczne. Te ostatnie zachodzą już, jak sama nazwa wskazuje, po powstaniu zygoty, a więc nowego, mieszańcowego organizmu. Ograniczają jego dostosowanie. Wyróżnia się tutaj zewnętrzne bariery postzygotyczne, jak stabilność ekologiczna i sterylność behawioralna, oraz bariery postzygotyczne wewnętrzne, jak zmniejszona żywotność bądź sterylność mieszańców.
Sterylność mieszańców obserwował w latach 30. XX wieku Theodosius Dobzhansky.
Zmniejszona żywotność mieszańców powodowana jest niedopasowaniem do siebie występujących u nich alleli. Przykładowo, populacja ancestralna mogła cechować się genotypem {\displaystyle A_{1}A_{1}B_{1}B_{1},} a następnie podzielić się na dwie populacje potomne. W wyniku utrwalających się mutacji, w tych populacjach dominują odmienne genotypy – {\displaystyle A_{1}A_{1}B_{2}B_{2}} w pierwszej oraz {\displaystyle A_{2}A_{2}B_{1}B_{1}} w drugiej. Różnice genotypów charakterystycznych dla populacji różnią się w więcej niż jednej parze alleli. W przypadku dojścia do hybrydyzacji, organizm potomny będzie miał genotyp {\displaystyle A_{1}A_{2}B_{1}B_{2}}. Połączenia {\displaystyle A_{1}B_{2}} czy {\displaystyle A_{2}B_{1}} mogą zwiększać dostosowanie, dlatego też utrwaliły się w swoich populacjach – przeszły test doboru naturalnego. W przypadku jednak, gdy allele {\displaystyle A_{1}} i {\displaystyle B_{2}} razem takiego testu nie przeszły, może się okazać, że nie współpracują dobrze ze sobą. Mogą zachodzić pomiędzy nimi procesy epistatyczne, których skutkiem może być np. zmniejszenie żywotności organizmu lub redukcja jego płodności. Taką właśnie niezgodność określa się mianem niezgodności Dobzhansky’ego-Mullera.
Co więcej, z biegiem czasu upływającego od rozdzielenia się populacji, niezgodności te ulegają akumulacji. Jej tempo jest wprost proporcjonalne do kwadratu tempa pojawiania się mutacji w obu rozdzielonych populacjach. Gromadzenie się niezgodności powoduje efekt kuli śnieżnej.